# Mustafa Sandal
Mustafa Sandal (Isztambul, 1970. január 11.) török popsztár, akit Tarkan után a legsikeresebb popénekesnek tartanak. Törökországon kívül Európa számos országában is sikereket ért el; többek között Svájcban és Ausztriában. A három idegen nyelven (angolul, olaszul és franciául) beszélő előadóművész eddig hét és fél millió albumot adott el.

## Életrajz
| Mustafa Sandal                            | Mustafa Sandal                            |
| Kattints az alábbi külső linkek egyikére! | Kattints az alábbi külső linkek egyikére! |
| ----------------------------------------- | ----------------------------------------- |
| Nem található szabad kép.(?)              |                                           |
| külső link · jogvédett                    | Mustafa Sandal koncerten                  |
| külső link · jogvédett                    | Mustafa Sandal promóciós fotó             |

Mustafa Sandal középiskolai tanulmányait a svájci Genfben végezte, majd két évig marketinget hallgatott az amerikai New Hampshire Főiskolán, de feladta tanulmányait a zenei karrierje kedvéért, és visszatért Isztambulba.
1994-ben Suç bende (Az én hibám) című albuma 1.7 millió példányban kelt el, 140 koncertet adott Törökországban és harmincat Európában. Ugyanebben az évben a produceri és zeneszerzői munkájáról is ismert énekes Sibel Alaş számára készített albumot Adam címmel, melyből 400 000 példány kelt el.
1997-ben jelent meg második albuma Gölgede aynı címmel, melyből több mint 3 millió darabot adtak el. Az album sikere nyomán kétszáznál több koncertet adott. Ugyanebben az évben producerként működött közre İzel Emanet című albumán is.
1998-ban került a boltokba Detay című albuma, melynek első kislemeze, az Aya benzer hamarosan a slágerlisták élére került és két Kral-díjat is kapott. Sandal ebben az évben az Egyesült Államokban, Németországban, Ausztriában, Dániában, Hollandiában, Angliában, Svédországban és Azerbajdzsánban is adott koncertet.
1999-ben az énekes szerződést kötött a francia Sony-val; Araba című kislemeze pedig megjelent az európai piacon.
2000 júniusában jelent meg az Akışına bırak című nagylemeze. Sandal ugyanebben az évben saját produkciós céget alapított Yada Productions néven.
2002 júniusában Kop című albumával egészen Oroszországig és Bosznia-Hercegovináig is eljutott, majd elnyerte a Kral televízió "Legjobb Énekes" díját.
2003-ban az Aya benzer remixével (Gülcan közreműködésével) Mustafa Sandal visszatért az európai piacra. Bekerült a német top 10-be és az osztrák top 40-be, majd megjelentette Araba 2004 című kislemezét.
2004 – 2005 között jelent meg az Iste (Akard) című maxi-cd, melyről az Isyankar (Lázadó) című slágere szép sikereket ért el Németországban, Ausztriában és Svájcban is.
2006-ban Németországban az Isyankar aranylemez státuszt ért el.

## Diszkográfia

### Törökországi megjelenések

#### Albumok
| Év   | Borító | Cím                              | Kiadó         | Eladás / Helyezés |
| ---- | ------ | -------------------------------- | ------------- | ----------------- |
| 1994 |        | Suç Bende (Az én hibám)          | Şahin Özer    | 1 700 000 TR      |
| 1996 |        | Gölgede Aynı (Árnyékban ugyanaz) | Şahin Özer    | 3 100 000 / #1 TR |
| 1998 |        | Detay (Részlet)                  | Prestij Müzik | 1 500 000 TR      |
| 2000 |        | Akışına Bırak                    | Prestij Müzik | 1 000 000 TR      |
| 2002 |        | Kop (Légy őrült)                 | Erol Köse     | 1 400 000 / #2 TR |
| 2007 |        | Devamı Var (Folytatása van)      | Seyhan Müzik  | TR                |
| 2009 |        | Karizma                          |               |                   |
| 2012 |        | Organik                          |               |                   |

#### Maxi-lemezek
| Év   | Borító | Cím                                    | Kiadó     | Eladás / Helyezés |
| ---- | ------ | -------------------------------------- | --------- | ----------------- |
| 2003 |        | Maxi Sandal 2003                       | Erol Köse | 500 000 / #8 TR   |
| 2004 |        | İste (Akard)                           | Erol Köse | 600 000 / #6 TR   |
| 2005 |        | Yamalı Tövbeler (Foltozott megbánások) | Erol Köse | 180 000 TR        |

### Nemzetközi megjelenések

#### Albumok
| Év   | Borító | Cím               | Kiadó                   |
| ---- | ------ | ----------------- | ----------------------- |
| 1999 |        | Araba (Autó)      | Sony Music France       |
| 2003 |        | Seven             | Universal Music Germany |
| 2004 |        | Seven New Version | Universal Music         |
| 2005 |        | Seven Reloaded    | Universal Music         |

#### Kislemezek
| Év   | Borító | Cím                        | Kiadó           | Eladás / Legmagasabb helyezés |
| ---- | ------ | -------------------------- | --------------- | ----------------------------- |
| 2002 |        | Kopmam Lazim (Légy őrült)  | Erol Köse       | TR                            |
| 2003 |        | Aya Benzer 2003 (Holdfény) | Universal Music | 125 000 / #8 D, #67 CH, #40 A |
| 2004 |        | Araba 2004 (Autó 2004)     | Universal Music | #41 D, #85 CH                 |
| 2005 |        | İsyankar (Lázadó)          | Universal Music | 200 000 / #6 D, #4 CH, #11 A  |

## Külső hivatkozások
- Hivatalos török nyelvű honlap
- Starsontop – Mustafa Sandal Fan Central
- Paramparça : Mustafa Sandal s
- Mustafa Sandal – The Internet Movie Database